# 湖南省民族宗教事务委员会
湖南省民族宗教事务委员会，是中华人民共和国湖南省人民政府主管民族事務工作的組成部門。

## 部门领导

### 行政领导
- 主任：向恩明
- 副主任：胡建新、何其雄、曹承明、刘鸿伏、林彰良
- 一级巡视员：胡建新、赵仁秀

### 党组领导
- 书记：向恩明
- 副书记：胡建新
- 成员：何其雄、曹承明、刘鸿伏、林彰良

## 主要職能
1. 貫徹執行黨和國家關於民族工作的方針、政策，當好省委、省政府在民族工作方面的參謀助手。
2. 研究並提出湖南省民族工作的任務和發展戰略，擬定湖南省民族事務的地方性法規，並組織實施。
3. 組織開展民族理論、民族政策和民族問題等重大課題的調查研究，開展民族政策、法規的宣傳教育並監督貫徹執行。
4. 監督實施和完善民族區域自治制度建設，監督辦理少數民族權益保障事宜。
5. 擬定協調民族關係的原則、方法，促進各民族間的平等團結、互助合作，協調處理民族關係中的重大事宜，維護社會穩定和國家統一。組織和承辦全省民族團結進步表彰活動。
6. 調查分析湖南省民族地區國民經濟運行情況和社會發展情況，協助擬定民族地區改革開放、經濟發展規劃，研究提出民族地區經濟發展的特殊政策和措施。
7. 組織調查研究貧困地區少數民族經濟發展中的有關問題，配合承辦民族地區扶貧事宜。組織協調民族地區科技發展、對口支援、經濟技術協作、智力支邊和民族貿易、民族特需用品生產等項工作。負責湖南省少數民族專項資金的管理和使用。
8. 負責組織省民委委員開展活動，協調省民委委員單位及有關部門完善和落實對少數民族和民族地區的優惠政策。
9. 在國家有關方針、政策指導下，研究湖南省少數民族和民族地區文化、藝術、衛生、體育、新聞出版等方面的特殊問題並提出相關意見，承辦相應事務。
10. 管理湖南省少數民族語言文字工作，指導少數民族語言、文字的翻譯、出版和民族古籍的搜集、整理、出版工作。
11. 在省教育主管部門的總體規劃指導下，研究民族教育改革發展問題並提出意見和建議，幫助解決民族教育中的特殊困難，配合教育主管部門承辦對民族地區的教育援助和國家民族教育扶持的有關事宜。
12. 對政府系統民族工作進行業務指導，加強同民族自治地方的聯繫，組織接待少數民族學習、參觀、考察等事宜。
13. 聯繫少數民族幹部，協助有關部門做好少數民族幹部的培養、教育和使用等工作。協同管理省民族幹部學校。負責委機關和直屬單位人事、機構編制管理及黨群工作。
14. 組織協調民族工作領域有關對外交流與合作，協助開展少數民族對外宣傳和辦理居住境外的少數民族同胞有關回湘探親、旅遊、定居等事宜。
15. 承辦省委、省人民政府交辦的其他事項。[1]

## 下屬機構
- 辦公室
- 政策法規處
- 經濟發展處
- 文化教育處
- 人事處[2]

## 历任主任
1. 谢　华（1955年4月-）
2. 石邦智（1978年-）
3. 王双林
4. 邓有志（1988年5月-1993年1月）
5. 石玉珍（1993年1月-1995年4月）
6. 石昌禄（1995年4月-2003年3月）
7. 王德靖（2003年3月-2012年9月）
8. 徐克勤（2012年9月-2019年11月）
9. 向恩明（2019年11月至今）